# Jargaltkhaan, Khentii
Jargaltkhaan (tiếng Mông Cổ: Жаргалтхаан) là một sum của tỉnh Khentii tại miền đông Mông Cổ. Vào năm 2010, dân số của sum là 1.831 người.

## Địa lý
Sum có diện tích khoảng 2.752 km2. Trung tâm sum, Jargalt, nằm cách tỉnh lỵ Öndörkhaan 96 km và cách thủ đô Ulaanbaatar 235 km.

### Khí hậu
Jargaltkhaan có khí hậu bán khô hạn. Nhiệt độ trung bình hàng năm ở trong khu vực là 3 °C. Tháng ấm nhất là tháng 7, khi nhiệt độ trung bình là 24 °C và lạnh nhất là tháng 1, với -20 °C. Lượng mưa trung bình hàng năm là 367 mm. Tháng mưa nhiều nhất là tháng 7, với lượng mưa trung bình 111 mm và khô nhất là tháng 1, với lượng mưa 2 mm.

## Kinh tế
Sum có một trường học, bệnh viện, trung tâm thương mại và nhà văn hóa.